# Дузарт

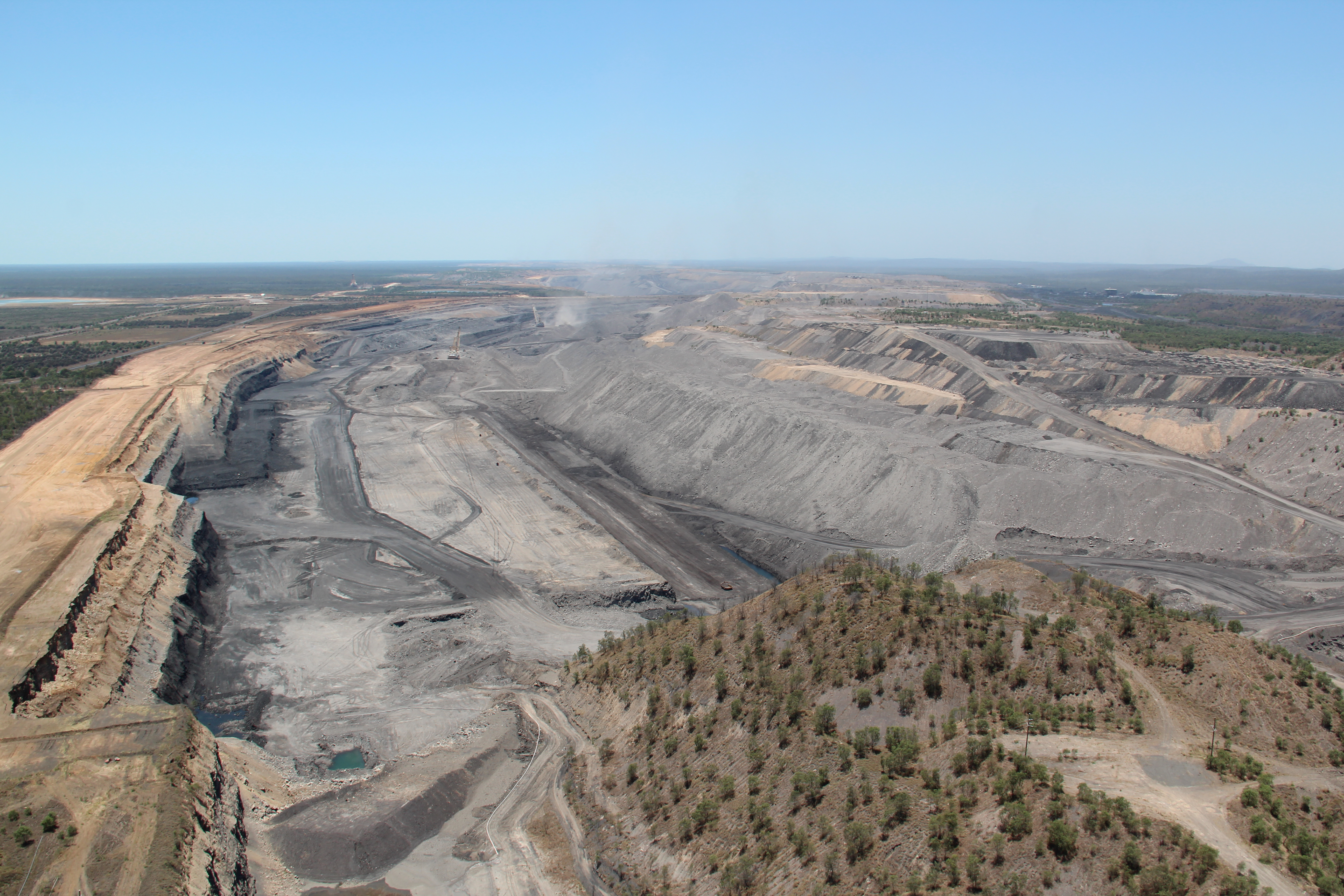
Угольная шахта в Дузарте

Дузарт (англ. Dysart) — небольшой город в районе Айзак, восточный Квинсленд, Австралия. В 2016 году население Дузарта составило 2991 человек.

## История
Город был основан в 1973 году.

## География
Дузарт находится в восточной части Квинсленда, в 80 км от районного центра Моранба.

## Демография
По данным переписи 2016 года, население Дузарта составляло 2991 человек. Из них 56,6 % составляли мужчины, а 43,4 % — женщины. Средний возраст населения составил 31 год. 68,9 % жителей Дузарта родились в Австралии. Остальные родились в Новой Зеландии (3,3 %), Филиппинах (1,6 %), ЮАР (0,8 %), Великобритании (0,7 %) и Индонезии (0,4 %).